# 6195 Nukariya
A 6195 Nukariya (ideiglenes jelöléssel 1990 VL2) a Naprendszer kisbolygóövében található aszteroida. Endate, K. és Vatanabe Kazuró fedezte fel 1990. november 13-án.